# Cajón del ala

Aircraft wing internal structure, Airfoils and wing cross-sections

El cajón del ala de un avión es el componente estructural desde el que se extienden las alas, la sección del fuselaje entre las raíces alares. Esta es la zona estructural más fuerte del avión y sufre las tensiones de corte más frecuentes. Los aviones modernos (posteriores a 1955) suelen tener su tren de aterrizaje principal cerca de las raíces alares para aprovechar la resistencia estructural que estas ofrecen.